# Явкино (Смоленская область)
Явкино — деревня в Шумячском районе Смоленской области России.
Входит в состав Надейковичского сельского поселения.
Население — 34 жителя (2007 год).

## География
Расположена в юго-западной части области в 31 км к западу от Шумячей, в 24 км северо-западнее автодороги А101 Москва — Варшава («Старая Польская» или «Варшавка»), на берегу реки Крапивна. В 26 км юго-восточнее деревни расположена железнодорожная станция Осва на линии Рославль — Кричев.

## История
В годы Великой Отечественной войны деревня была оккупирована гитлеровскими войсками в августе 1941 года, освобождена в сентябре 1943 года.

## Известные уроженцы
- Гоманков, Иван Прокофьевич — Герой Советского Союза.